# Anacardium
Anacardium L. è un genere di alberi tropicali della famiglia delle Anacardiacee, originario delle regioni tropicali ed equatoriali dell'America centrale e meridionale.

## Etimologia
Il nome Anacardium deriva dal greco kardia = "cuore", per la forma del frutto.

## Descrizione
In genere si tratta di arbusti o alberi di modesta altezza (Anacardium occidentale in coltura raggiunge i 6–10 m). Esistono tuttavia anche specie di grande mole, come A. excelsum o A. giganteum, che possono superare i 40 m.
Le foglie sono semplici, alterne, obovate, glabre, con apice arrotondato e picciolo corto, lunghe fino a 15–20 cm secondo le specie.
I fiori sono raccolti in infiorescenze terminali. Il calice ha 5 sepali, la corolla 5 petali.
Il frutto consta di una parte carnosa (in realtà falso frutto) e di un frutto secco posto all'estremità della parte carnosa.

## Tassonomia
Il genere comprende le seguenti specie:
- Anacardium amapaense J.D.Mitch.
- Anacardium amilcarianum Machado
- Anacardium brasiliense Barb.Rodr.
- Anacardium caracolii Mutis ex Alba
- Anacardium corymbosum Barb.Rodr.
- Anacardium curatellifolium A.St.-Hil.
- Anacardium excelsum (Bertero ex Kunth) Skeels
- Anacardium fruticosum J.Mitch. & S.A.Mori
- Anacardium giganteum Hancock ex Engl.
- Anacardium humile A.St.-Hil.
- Anacardium kuhlmannianum Machado
- Anacardium microsepalum Loes.
- Anacardium nanum A.St.-Hil.
- Anacardium negrense Pires & Froes
- Anacardium occidentale L.
- Anacardium othonianum Rizzini
- Anacardium parvifolium Ducke
- Anacardium rondonianum Machado
- Anacardium spruceanum Benth. ex Engl.
- Anacardium tenuifolium Ducke

## Usi

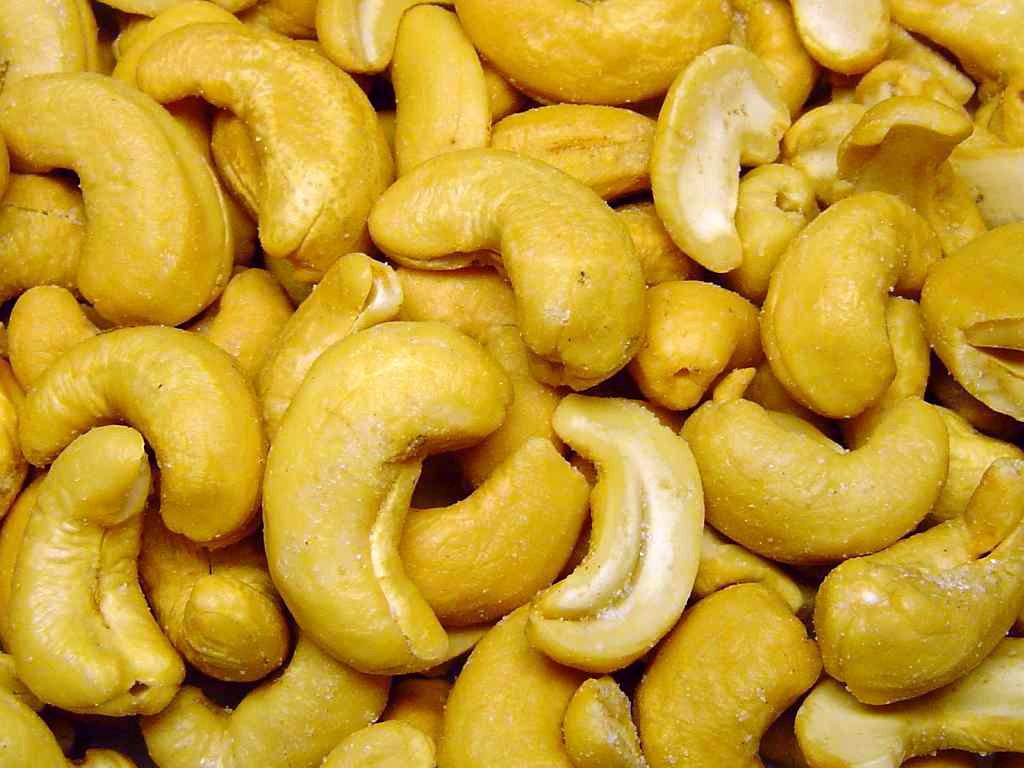
Noce di anacardio

La specie più nota, l'anacardio (Anacardium occidentale), originario del Brasile nord-orientale, è largamente coltivata nelle regioni tropicali di tutto il mondo per il suo frutto e il suo seme (noce di anacardio o di acagiù).
Il seme dell'anacardio è avvolto da un guscio che contiene una sostanza caustica che viene rimossa facilmente per rendere il seme commestibile, ma può essere avviata alla produzione dell'olio di gusci di anacardo. Quest'ultimo non va confuso con l'olio di anacardo, commestibile, estratto dai gherigli e non dal guscio.
In India, in particolar modo nello Stato di Goa, il fiore dell'anacardio è utilizzato per produrre un liquore, dall'odore e sapore di vernice, chiamato fenny, o feni o più particolarmente cashewfeni.